# Crozon
Crozon é uma comuna francesa na região administrativa da Bretanha, no departamento Finisterra. Estende-se por uma área de 80,26 km². Em 2010 a comuna tinha 7 635 habitantes (densidade: 95,1 hab./km²).